# Хоћу с тобом да ђускам
Хоћу с тобом да ђускам је други студијски албум српског денс музичара Ивана Гавриловића, издат 1995. године за Центросцену. Насловна нумера је била велики хит, а издвојиле су се и песме Лопата и Бити најбољи, за ове три песме снимљени су музички спотови. Албум су продуцирали Миленко Шкарић, Дарко Лукић и Милош Спасојевић, а једну песму Кап ми дође као река написао је Александар Милић. Албум је такође објављен у Швајцарској за Хитекс Свис, и снимљен у студију Скај.

## Списак песама
Аутор(и) свих текстова: 1,2,4,5,6,7 Иван Гавриловић, 2,8 Дарко Лукић, 8 Александар Милић, аутор(и) свих песама: 1,2,4,5,6,7 Иван Гавриловић, Милош Спасојевић, 2,3,4,5,6,7,8 Дарко Лукић, 8 Александар Милић.
| №  | Назив                  | Трајање |  |
| 1. | Бити најбољи           |         |  |
| 2. | Лопата                 |         |  |
| 3. | Хајде бар мало         |         |  |
| 4. | Анђеле                 |         |  |
| 5. | Хоћу с тобом да ђускам |         |  |
| 6. | Драги Боже             |         |  |
| 7. | Нећу ништа мислити     |         |  |
| 8. | Кап ми дође као река   |         |  |